# Tirol (Karaš-severinska županija, Rumunjska)
Tirol (mađ. Királykegye), je naselje u općini Doclin u Karaš-severinskoj županiji, u Rumunjskoj, u kojem žive Hrvati Krašovani. Nekada je naselje bilo pretežno naseljeno Nijemcima i Hrvatima ali njihovim odseljavanjem i neizjašnjavanjem, te naseljavanjem Rumunja, selo je postalo većinski rumunjsko.

## Stanovništvo

### Stanovništvo 1900.

#### Etnički sastav
- 1900. godine ukupno 1.415 stanovnika.
- Nijemci 922
- Krašovani 348
- Slovaci 98
- Mađari 20
- Rumunji 12

### Stanovništvo 1992.

#### Etnički sastav
- 1992. godine ukupno 642 stanovnika.
- Rumunji 435
- Nijemci 116
- Hrvati 59
- Mađari 17

## Vanjske poveznice
- MVPEI.hr Hrvatska nacionalna manjina u Rumunjskoj  Arhivirana inačica izvorne stranice od 11. ožujka 2009. (Wayback Machine)
- Satelitska snimka Neremića